# بهره‌وری
بهره‌وری (به انگلیسی: Productivity) از مفاهیم علم اقتصاد و مدیریت است که چنین تعریف می‌شود: «مقدار کالا یا خدمات تولید شده در مقایسه با هر واحد از انرژی یا کار هزینه شده بدون کاهش کیفیت یا به این شکل: «اثربخشی به همراه کارایی».
به دیگر سخن، بهره‌وری عبارت است از: به‌دست آوردن حداکثر سودِ ممکن با بهره‌گیری و استفاده بهینه از نیروی کار، توان، استعداد و مهارت نیروی انسانی، زمین، ماشین، پول، تجهیزات، زمان، مکان و…به منظور ارتقای رفاه جامعه. بهره‌وری به نسبت کار انجام شده به کاری که باید انجام می‌شده گفته می‌شود.
باید توجه داشت که واژهٔ بهره‌وری با گسترش انقلاب صنعتی و جهت افزایش سودمندی حاصل از نیروی کار، سرمایه و مواردی از این دست گسترش یافت، ولی اصطلاح بهره‌وری آب در سال‌های اخیر و به دلیل کمبود این مادهٔ ارزشمند گسترش یافته‌است. به نظر می‌رسد که بهترین تعریف برای بهره‌وری، به‌دست‌آوردن حداکثر سود ممکن و استفاده از نیروی بهینه در مقابل هزینه صرف شده باشد.

## کاربردها
برخلاف پندار برخی افراد، بهره‌وری فقط برای صنایع نیست، بلکه بهره‌وری سطوح مختلفی دارد و همه افراد در همه سطوح نقش دارند؛ یعنی این‌که افراد می‌توانند با تفکّر، ابداعات و نوآوری‌های خود عملاً در چند سطح گوناگون مؤثر واقع گردند. سطوح مختلف بهره‌وری عبارت‌اند از:
- سطح فرد
- سطح گروه آموزشی
- سطح گروه کاری
- سطح سازمانی
- سطح رشته‌های تجاری، خدماتی، صنعتی و کشاورزی
- سطح بخش‌های اقتصادی
- سطح ملی و کشوری
- سطح جهانی

در سطوح فردی، به‌دنبال تدابیری برای افزایش بهره‌وری فردی هستیم و در سطح گروه نیز به دنبال افزایش بهره‌وری گروهِ کاری هستیم. بدیهی است که موضوع بهره‌وری بیشتر در سطوح سازمانی و رشته‌ها مطرح می‌شود و بیشترین ضوابط و شرایطِ مربوط به بهره‌وری را می‌توان در آن‌ها مشاهده کرد. چه بسا برخی مشاغل و حتّی برخی دستگاه‌ها به دلیل انجام فعالیت‌های مُوازی و تکراری بودن وظایف سازمانی در یکدیگر ادغام شده و برخی از آن‌ها حذف شده‌اند. بهره‌وری ملّی که مهم‌ترین عنصر است از ارتباط بین دولت، اقتصاد، جغرافیا، جمعیت و فرهنگ به‌دست می‌آید که عموماً به زبان ریاضیات ترجمه می‌شود و سپس نقطه بهینه آنْ به‌دست می‌آید.

## مولفه‌های بهره‌وری

نقشه جهانی

بهره‌وری به عنوان یکی از معیارهای سنجشِ فعالیت‌ها با در نظر گرفتن هدف و مقصد مدّنظر از دو زاویه مجزا قابل بررسّی است. از یک سو، نقش مفید و مؤثر بودن فعالیت در دست‌یابی به هدفِ ترسیمی ارزیابی شده و از سوی دیگر بازدهٔ فعالیت مطرح می‌شود. بر این اساس بهره‌وری را می‌توان به دو مؤلفه تجزیه کرد(
بر اساس تعاریف استانداردهای مدیریت کیفیت. تعاریف برگرفته از ISO9000:2005):
- اثربخشی: میزانی که فعالیت‌های برنامه‌ریزی شده تحقق یافته و نتایج برنامه‌ریزی شده به دست آمده‌است.(کارِ درست کردن)
- کارایی: رابطهٔ بین نتیجهٔ به‌دست‌آمده و منابع استفاده شده.(درست کار کردن)

کارایی نشان می‌دهد که یک سازمان تا چه میزان از نهاده‌ها به‌طور بهینه در جهت تولید ستاده‌ها استفاده کرده‌است و به‌عبارتی نشان‌دهندهٔ «صحیح انجام دادن کار» است. به این معنی که از حدّاقلِ نهاده‌ها حدّاکثرِ محصول برداشت شود.
بهره‌وری ترکیبی از کارایی و اثربخشی است. به عبارت دیگر، عملکرد سازمان در صورتی بهره‌ور خواهد بود که کارا و اثر بخش باشد و هر کدام به‌تنهایی  نشان‌دهندهٔ افزایش بهره‌وری نیست. پس، در مقوله بهره‌وری، اولاً کاری که انجام می‌شود باید کارِ درست و مفیدی باشد و ثانیاً این کار به بهترین نحو انجام پذیرد و در راستای اهداف باشد.
بنابراین (بهره‌وری = اثربخشی × کارایی) و به عبارت دیگر، بهره‌وری عبارت است از تحقق هم‌زمان اثربخشی و کارایی 
برای مثال، وقتی تنها نیمی از اهدافِ یک فعالیت (اثربخشی پنجاه درصد) با دوبرابرِ منابع لازم (کارایی پنجاه درصد) محقق شود، بهره‌وریِ به‌دست‌آمده بیست و پنج درصد خواهد بود. آقای جوران، در هندبوک خویش، درست انجام دادنِ کارِ درست را بهره‌وری قلمداد می‌کند.
بر اساس مباحثی که گذشت، در یک سازمان تعدادِ ورودی برای تولید تعدادی خروجی به کار می‌رود که خروجی‌ها باید در راستای اهداف سازمانی قرار بگیرند. این موضوع در شکل زیر نشان داده شده‌است. در یک سازمان اگر میزان استفاده مطلوب از ورودی‌ها را در جهت تولید خروجی‌ها بسنجیم، در واقع میزان کارایی را سنجیده‌ایم. اگر میزان تحقّق اهداف را از خروجی‌های تولید شده بسنجیم، در واقع میزان اثربخشی را سنجیده‌ایم و از ترکیب این دو می‌توان مفهوم بهره‌وری را به این صورت استخراج کرد که به چه میزان اهدافِ سازمان با استفاده از ورودی‌ها تحقق یافته‌است.
البته باتوجه به کانتکست مورد بحث، بهره وری را می توان به روش های مختلف اندازه گیری کرد. در محل کار ، ممکن است با خروجی در هر ساعت کار شده یا وظایف انجام شود و برای بهره وری شخصی ، ممکن است در یک بازه زمانی مشخص به اهداف شخصی مربوط باشد. 

## عوامل مؤثر بر افزایش بهره‌وری
به‌طورکلّی عوامل مؤثر برای افزایش سطح بهره‌وری را می‌توان چنین برشمرد:
1. بهبود کیفی عامل کار، با توجه به این‌که نیروی انسانی مهم‌ترین عامل در بهبودی بهره‌وری است، لذا می‌توانند با به‌کارگیری نکات ذیل موجبات ارتقای بهره‌وری را فراهم نمایند.
2. بهبود روابط حاکم بین مدیر و کارکنان
3. بهبود در به‌کارگیری رهاوردهای فنّاورانه
4. توجه و اصلاح عوامل محیطی
5. نوآوری و خلاقیت و امکان بروز آن توسط کارکنان

## نقشه راه بلوغ (MRM)
نقشه راه بلوغ  یکی از روش‌های مدیریتی برای توسعه و تحقق بهره‌وری است. اساس این روش متکی به نگاه علّت و معلولی به پدیده‌های طبیعت است. این مبحث مانند (PDCA) ارائه می‌دهد  و متکی بر سه عنصر برنامه‌ریزی، اجراء و اصلاح است. توضیحات کامل‌تر این مبحث در کتابی با همین عنوان در دسترس است. 

## چرخه مدیریت بهره‌وری (PMC)
چرخهٔ مدیریت بهره‌وری فرآیندی است که طی آن بینِ مجموعه عوامل تولید بهترین ترکیب حاصل شده و متناسب با شرایط درون و برون سازمانی در بهره‌وری تغییراتی حاصل می‌گردد. چرخهٔ مدیریتِ بهره‌وری یک رویکرد و چارچوب عمومی متداول و مقبول جهانی است که در راستای مدیریت بهره‌وری در سازمان صورت می‌پذیرد. منظور از مدیریت بهره‌وری، اداره کردن مجموعه فعالیت‌هایی است که به منظور ارتقای بهره‌وری انجام می‌گیرد. این فعالیت‌ها شامل برنامه‌ریزی، اجرا، هدایت و هماهنگی برنامه‌های بهبود بهره‌وری در سازمان است. مدیریت بهره‌وری یک فرایند مُستمر و مداوم است[انجمن بهره‌وری ایران].

## سازمان ملی بهره‌وری ایرانبایگانی‌شدهدر ۱۷ ژوئیه ۲۰۲۰ توسطWayback Machine
سازمان ملی بهره‌وری ایران به عنوان یک نهاد حاکمیتی مسئولِ برنامه‌ریزی، سیاست‌گذاری، راهبری، پایش و ارزیابی بهره‌وری همه فعالان اقتصادی و عوامل تولید از جمله نیروی کار، سرمایه، انرژی، آب و خاک، و تهیه و تدوین شاخص‌های استاندارد بهره‌وری به ویژه بهره‌وری سبز، ارتقای بهره‌وری در تمامی بخش‌های اقتصادی، اجتماعی، فرهنگی، دولتی و غیردولتی در چارچوب قوانین و سیاست‌ها و اسناد بالادستی است.

## جُستارهای وابسته
- اثربخشی
- کارایی
- بلوک تجاری